# Plain Mame; or, All That Glitters Is Not Gold
Plain Mame; or, All That Glitters Is Not Gold è un cortometraggio muto del 1909 diretto da George D. Baker.

## Trama
Trama di Moving Picture World synopsis in (EN)  su IMDb

## Produzione
Il film fu prodotto dalla Vitagraph Company of America.

## Distribuzione
Distribuito dalla Vitagraph Company of America, il film - un cortometraggio di 146 metri - uscì nelle sale cinematografiche statunitensi il 4 maggio 1909.
Nelle proiezioni, veniva programmato con il sistema dello split reel, accorpato in un'unica bobina con un altro cortometraggio prodotto dalla Vitagraph, Grin and Win; or, Converted by a Billiken.